# Ulrich Seidl
Ulrich Seidl, född 24 november 1952 i Wien, är en österrikisk filmregissör, manusförfattare och producent. Hans filmer Import/Export från 2007 samt Paradis: Kärlek från 2012 nominerades bägge till Guldpalmen vid Filmfestivalen i Cannes.

## Liv
Seidl växte upp i den österrikiska staden Horn, son till en strikt religiös familjeläkare, och det var från början tänkt att han skulle utbilda sig till präst.. Han inledde sin karriär som filmregissör på riktigt under 90-talet, med en rad konstnärliga dokumentärer och semi-dokumentärer (med iscensatta inslag), som på ett eller annat sätt undersöker människans dunkla eller perverterade sida. Så skildrar Tierische Liebe (1995) ett antal udda existenser som mer eller mindre lever för sina husdjur. Efter att ha sett filmen ska Werner Herzog enligt uppgift ha utbrustit: "Aldrig tidigare har en film gett mig möjligheten att stirra rakt in i helvetet". Models (1999) beskriver fyra unga fotomodellers ytliga vardag med kokain och skönhetsoperationer.
När Seidl under 2000-talet gick över till att göra spelfilmer fanns det dokumentära, naturalistiska inslaget kvar. Hans första spelfilm, Hunddagar (originaltitel: Hundstage) från 2001 skildrar ett antal människoöden i Wiens förorter under en sommarhelg, och skapade viss kontrovers på grund av dess explicita, osimulerade sexscener, men beredde vägen för Seidls internationella genombrott. Här är Seidls återhållsamma stil tydligt utpräglad, liksom hans tematiska belysning av den moderna kulturens mer obehagliga och frånstötande sidor, kryddat med svart humor.
Ulrich Seidls andra långa spelfilm, Import/Export (2007), följer å ena sidan en sjuksköterska från Ukraina som söker ett bättre liv i Västeuropa, och å andra sidan en österrikisk säkerhetsvakt som söker sig till Östeuropa av samma anledning, efter att ha förlorat arbete, flickvän och blivit misshandlad och förnedrad av ett turkiskt invandrargäng. Filmen nominerades till Guldpalmen vid 2007 års upplaga av Filmfestivalen i Cannes.
Paradis: Kärlek (originaltitel: Paradies: Liebe) från 2012 nominerades även den till Guldpalmen samma år som den släpptes. Filmen handlar om en 50-årig kvinna som reser till Kenya som sexturist.

## Filmer
- 1980: Einsvierzig, regi/manus
- 1982: Der Ball, regi/manus
- 1990: Good News, regi/manus
- 1992: Mit Verlust ist zu rechnen, regi/manus
- 1994: Die letzten Männer, TV, regi/manus
- 1995: Tierische Liebe, regi/manus
- 1996: Bilder einer Ausstellung, TV, regi/manus
- 1997: Der Busenfreund, TV, regi/manus
- 1998: Spaß ohne Grenzen, TV, regi/manus
- 1998: Models, regi/manus
- 2000: Hunddagar (Hundstage), 140 min., regi/manus
- 2001: Zur Lage, 105 min., regi
- 2003: Jesus, Du weißt, 87 min.
- 2007: Import Export, 135 min., regi, manus, produktion
- 2012: Paradis: Kärlek (Paradies: Liebe), 120 min., regi, manus, produktion
- 2012: Paradis: Tro (Paradies: Glaube), 113 min., manus, produktion
- 2013: Paradis: Hopp (Paradies: Hoffnung), 91 min., regi, manus, produktion
- 2014: Källaren (Im Keller), regi, manus, produktion
- 2016: Safari, regi, manus, produktion

## Utnämningar
Vunna
- International Documentary Film Festival i Amsterdam, IDFA Special Jury Prize - 1993 Mit Verlust ist zu rechnen
- Sarajevo Audience Award - 1999 Models
- Gijón International Film Festival, Grand Prix Asturias - 2001 Hunddagar
- Filmfestivalen i Venedig - 2001 Hunddagar
- Karlovy Vary, Bästa dokumentärfilm - 2003 Jesus, Du weißt

Nominerade
- Filmfestivalen i Cannes - 2007 Import Export, Guldpalmen[5]
- Filmfestivalen i Cannes 2012 Paradis: Kärlek, Guldpalmen